# Askims landsfiskalsdistrikt
Askims landsfiskalsdistrikt var 1918-1945 ett landsfiskalsdistrikt i Göteborgs och Bohus län, bildat när Sveriges indelning i landsfiskalsdistrikt trädde i kraft den 1 januari 1918, enligt beslut den 7 september 1917. Landsfiskalsdistriktet upphörde den 1 juli 1945 (enligt beslut den 29 juni 1945) och dess ingående område överfördes till Hisings landsfiskalsdistrikt.
Landsfiskalsdistriktet låg under länsstyrelsen i Göteborgs och Bohus län.

## Ingående områden
Den 1 januari 1931 (enligt beslut den 23 maj 1930) inkorporerades Nya Varvets landskommun i Göteborgs stad och dess område överfördes då från landsfiskalsdistriktet till staden. När Sveriges nya indelning i landsfiskalsdistrikt trädde i kraft den 1 oktober 1941 (enligt kungörelsen den 28 juni 1941) lämnades Askims landsfiskalsdistrikt opåverkat, men regeringen anförde i kungörelsen att den ville i framtiden besluta om överföring av Kållereds landskommun till Askims landsfiskalsdistrikt från Fässbergs landsfiskalsdistrikt. Den 1 januari 1945 inkorporerades Västra Frölunda landskommun i Göteborgs stad.

### Från 1918
Askims härad:
- Askims landskommun
- Nya Varvets landskommun
- Styrsö landskommun
- Västra Frölunda landskommun

### Från 1931
Askims härad:
- Askims landskommun
- Styrsö landskommun
- Västra Frölunda landskommun

### Från 1945
Askims härad:
- Askims landskommun
- Styrsö landskommun